# Пуликат
Пуликат (там. பழவேற்காடு ஏரி) — вторая по площади лагуна в Индии, представляет собой лагуну с солоноватой водой, в устье — с солёной. От Бенгальского залива Пуликат отделён приливным барьерным островом Шрихарикота.
Залив расположен на границе штатов Андхра-Прадеш и Тамилнад на Коромандельском берегу, площадь поверхности — в зависимости от отлива или прилива — от 250 до 450 км², глубина — от 1 до 10 м.
На берегах лагуны — множество птиц (фламинго, пеликан, цапля, крачка и др.), на территории Андхра-Прадеш основан птичий заповедник Пуликат. Озеро также богато разнообразием видов, как флоры, так и фауны.
В 1605—1609 годах в устье лагуны на Шрихарикоте голландцами был основан город Пуликат, который долгое время был центром Голландской Ост-Индской компании. В наши дни на острове Шрихарикота расположен космодром и национальное космическое агентство Индии.